# 김동순 (1973년)
김동순(1973년 6월 6일~)은 대한민국의 여자 연극 배우이다.

## 공연
- 2016년 배꼽춤을 추는 허수아비
- 2014년 게릴라 씨어터
- 2012년 십이야
- 2011년 달콤한 비밀

## 연극
- 2012 연극십이야
- 2012 연극동백꽃
- 2011 연극달콤한 비밀
- 2000 영화이재수의 난
- 2001 연극여행을 떠나요
- 2001 연극정약용 프로젝트
- 2003 영화홍도야 우지마라
- 2003 연극밥꽃수레
- 1995 연극엘리베이터
- 1998 연극나의 성모여

## 학력
- 석사초등학교 (졸업)
- 유봉여자중학교 (졸업)
- 성수여자고등학교 (졸업)
- 디지털서울문화예술대학교 연극영화학과 (졸업)